# Everhard van Reyd
Everhard van Reyd (Reydt) (latiniserat: Everardus Reidanus), född 1550 i Deventer, död 25 februari 1602 i Leeuwarden, var en nederländsk historiker.
Reidanus var förtrogen och råd till ståthållaren i Friesland greve Vilhelm av Nassau. Han skrev en historia om nederländska frihetskriget (tryckt 1626; fjärde upplagan 1650; latinsk upplaga 1633). I denna bok ger Reidanus den skildring av markgrevinnan Cecilia, Gustav Vasas till romersk-katolska kyrkan avfallna dotter, och hennes barn, som därefter gick igen i den historiska litteraturen och i vilken de framställs i avskyvärd dager. Reidanus uppgifter vederläggs av Harald Wieselgren i "Markgrefvinnan Cecilia" (i "I gamla dagar och i våra", 1900).